# Maarten Devoldere
 (avril 2020).
Si vous disposez d'ouvrages ou d'articles de référence ou si vous connaissez des sites web de qualité traitant du thème abordé ici, merci de compléter l'article en donnant les références utiles à sa vérifiabilité et en les liant à la section « Notes et références ».
Maarten Devoldere (né en 1988) est un auteur-compositeur-interprète et producteur belge. Il a commencé sa carrière en 2010 à 22 ans dans le groupe Balthazar. En 2015, il a commencé son projet solo Warhaus.
Il décrit la musique de Balthazar comme de la musique simplement pop. Balthazar avait enregistré trois albums et un single avant de prendre une pause, les membres du groupe avaient l'intention de revenir enregistrer un quatrième album prévu pour début 2018, finalement sorti en 2019.
Pour Warhaus, son projet solo, il décrit le style comme une continuation de Leonard Cohen, mais plus dense, avec des influences de Tom Waits, Lou Reed, Dylan et des ballades de Serge Gainsbourg. Certaines des chansons de la période Warhaus ont été enregistrées avec la petite amie de Devoldere, Sylvie Kreusch, musicienne et mannequin belge, qui a sorti ses débuts en solo en 2018,,,,.

## Discographie

### Balthazar
- 2010 : Applause
- 2012 : Rats
- 2015 : Thin Walls
- 2015 : Bunker single
- 2016 : The Break (La Trêve, bande son)
- 2019 : Fever
- 2021 : Sand

## Film documentaire

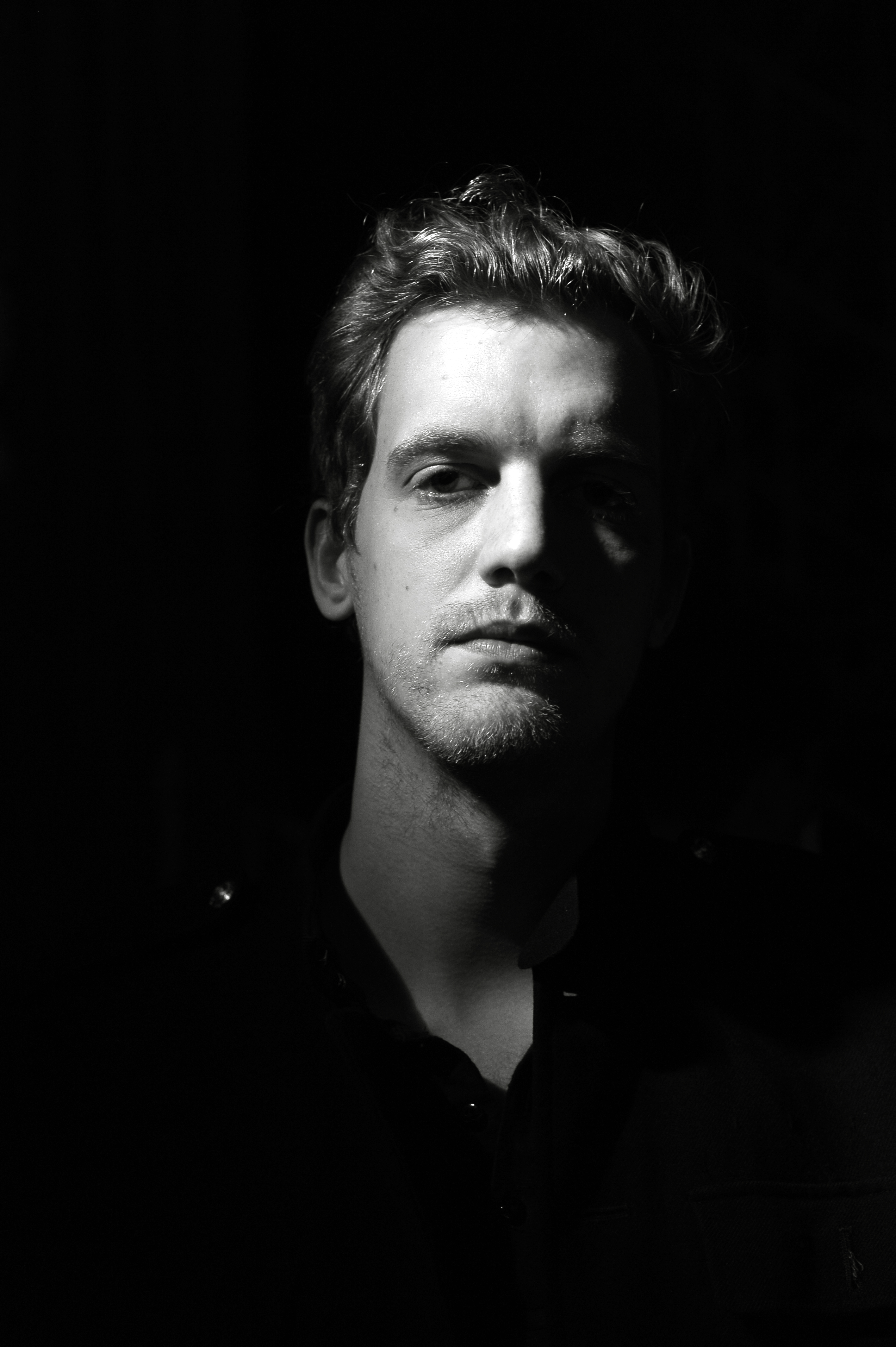
Maarten Devoldere. 2013.

En 2016 est publié sur YouTube un documentaire de Wouter Bouvijn intitulé I'm not Him, tourné pendant l'été 2015 qui suit Maarten Devoldere dans son processus créatif de We Fucked a Flame into Being, dans la solitude exiguë d'une péniche.